# Dino Jelušić
Dino Jelušić (født 4. juni 1992 i Pozega, Kroatien) er en kroatisk sanger og sangskriver. Han har deltaget i flere kroatiske og internationale sangfestivaler for børn, og går på V. Lisinkis musikskole[kilde mangler], hvor han studerer sang og klaverspil (ved siden af almindelig undervisning). Ifølge ham selv har han altid elsket at synge, og deltog allerede som femårig i forskellige auditions.[kilde mangler]
Han vandt det første internationale børne-Melodi Grand Prix i København i 2003, med sangen Ti si moja prva ljubav. Frit oversat betyder det 'Du er min første kærlighed', men blev til engelsk oversat som 'You are my One and Only'; 'Du er min eneste ene'.

## Privat
Dino Jelušić har både en storebror og en lillesøster. Lillesøsteren Lorena er ligeledes vild med musik, og repræsenterede hjemlandet Kroatien i Junior Eurovision Song Contest 2005 med sin sang 'Rock baby'.